# Board Game Arena
Board Game Arena ist eine französische Website, über die mit anderen Menschen über das Web Gesellschaftsspiele gespielt werden können. Sie ist kostenlos nutzbar, hat mehr als zehn Millionen registrierte Spieler aus aller Welt und ist auf Deutsch, Englisch und anderen Sprachen verfügbar. Es stehen auch Apps für mobile Geräte zur Verfügung. Board Game Arena gehört zu den weltweit führenden Anbietern digitaler Gesellschaftsspiele.
Das Portal wurde 2010 von Grégory Isabelli und Emmanuel Colin gegründet. Im Jahr 2021 kaufte der französische Spieleverlag Asmodee Board Game Arena auf. Ein ähnliches Konzept wie Board Game Arena verfolgen das Webportal Tabletopia und das Computerspiel Tabletop Simulator (Berserk Games, 2015), die jedoch, anders als Board Game Arena, zusätzlich zu 2D-Grafiken auf 3D-Grafik und Physiksimulation zurückgreifen. Auch Brettspielwelt ist ähnlich.

## Geschäftsmodell
Board Game Arena verwendet ein Freemium-Modell. Zum Spielen muss der Benutzer sich kostenlos registrieren. Gegen eine jährliche oder monatliche Gebühr kann eine Premiummitgliedschaft erworben werden. Viele Spiele können mit und ohne Premiumaccount gestartet werden, einige der bekanntesten modernen Spiele sind jedoch Spielern mit Premiumaccounts vorbehalten. Diese können nur von Premium-Mitgliedern gestartet werden, dennoch können auch nicht-zahlende Nutzer mitspielen.
Nach eigenen Angaben verzeichnet Board Game Arena über zehn Millionen registrierte Benutzer und wies insbesondere zur Zeit der COVID-19-Pandemie ein starkes Wachstum auf. So wuchs die Zahl der Spieler 2020 um 600 % an. Board Game Arena gehört zu den weltweit führenden Anbietern digitaler Gesellschaftsspiele.

## Spiele
Board Game Arena bietet über 1000 verschiedene Spiele an. Viele davon entsprechen digitalen Versionen moderner Autorenspiele, die auch im Handel erhältlich sind. Darunter finden sich auch Spiele mit Auszeichnungen (z. B. Spiel des Jahres, Deutscher Spielepreis oder As d’Or). Neben den Autorenspielen stehen auch klassische Spiele zur Auswahl. Grundsätzlich können Spiele in Echtzeit oder zugbasiert gespielt werden. Der Echtzeit-Modus erfordert, dass alle Mitspieler zeitgleich spielen, ähnlich wie das Spielen am Tisch; zugbasiertes Spielen ermöglicht asynchrones Spielen, sodass die Spieler jeweils Tage oder Stunden Zeit pro Zug haben und per E-Mail und/oder im Webbrowser benachrichtigt werden, wenn sie an der Reihe sind. Manche Spiele können auch allein gespielt werden. Die Spieler haben pro Spiel eine Elo-Zahl. Man kann bei Partien anderer Spieler zuschauen.

### Autorenspiele (Auswahl)
- 6 nimmt!
- 7 Wonders
- Abalone
- Agricola
- Alhambra
- Arche Nova
- Auf den Spuren von Marco Polo
- Azul
- Can’t Stop
- Carcassonne
- Caylus
- Challengers!
- Citadels
- Colt Express
- Die Burgen von Burgund
- Die Crew
- Catan – Das Spiel
- Die verlorenen Ruinen von Arnak
- Dvonn
- El Grande
- Elfenland
- Euphrat & Tigris
- Faraway
- Flip 7
- Flügelschlag
- Great Western Trail
- Hanabi
- Imhotep: Baumeister Ägyptens
- Just One
- King of Tokyo
- Kingdom Builder
- Kingdomino
- Lama
- Living Forest
- Love Letter
- My City
- Neuland
- Next Station London
- Niagara
- Nova Luna
- Pandemie
- Puerto Rico
- Sky Team
- Splendor
- Targi
- Terra Mystica
- Terraforming Mars
- Thurn und Taxis
- Zooloretto
- Zug um Zug
- Zug um Zug: Europa

### Klassische Spiele (Auswahl)
- Backgammon
- Belote
- Binokel
- Blackjack
- Cribbage
- Dame
- Domino
- Euchre
- Gin Rummy
- Go
- Gomoku
- Halma
- Hearts
- Käsekästchen
- Ludo
- Mühle
- Reversi
- Rommé
- Schach
- Schiffe versenken
- Schnapsen
- Scopa
- Senet
- Shōgi
- Skat
- Spades
- Tarock
- Vier gewinnt
- Xiangqi
- Yahtzee

## Community
Ein großer Fokus der Plattform liegt im gemeinsamen Spiel. Besondere Spielmodi wie der Arena- oder der Turnier-Modus erlauben es auch größeren Gruppen in den angebotenen Spielen gegeneinander anzutreten. So hat die größte deutschsprachige Gruppe "League of Geeks" rund um den Twitch-Streamer Geekpunkt über 500 Mitglieder, die gemeinsam mehr als 24.000 Spielerunden absolviert haben.
Man kann Spieler als Freunde hinzufügen und Partien erstellen, denen nur Freunde beitreten können. Jeder Spieler hat einen Karma-Wert, der sinkt, wenn er eine Partie vor dem Ende verlässt oder wenn er von Mitspielern negativ bewertet wird. Es gibt einen Chatraum pro Partie und einen allgemeinen. Man kann mithelfen, die Website zu übersetzen, und Spiele-Tutorials erstellen.